# Collins House
 (mai 2025).
Le Collins House est un gratte-ciel résidentiel en construction à Melbourne en Australie. Il s'élèvera à 190 mètres. Son achèvement est prévu pour 2018. 